# FI Близнецов
FI Близнецов (лат. FI Geminorum) — одиночная переменная звезда в созвездии Близнецов на расстоянии (вычисленном из значения параллакса) приблизительно 5 466 световых лет (около 1 676 парсек) от Солнца. Видимая звёздная величина звезды — от +14,2m до +12,8m.

## Характеристики
FI Близнецов — красный гигант, пульсирующая медленная неправильная переменная звезда (LB) спектрального класса M6,5. Эффективная температура — около 3293 К.